# Hessische Landesfeuerwehrschule
Die Hessische Landesfeuerwehrschule, abgekürzt HLFS, ist die Landesfeuerwehrschule des Landes Hessen.
Sie hat ihren Sitz in Kassel und hat eine Außenstelle in Marburg-Cappel, das Jugendfeuerwehrausbildungszentrum. Zu den Aufgaben gehören die theoretische und praktische Ausbildung der Angehörigen von Freiwilligen Feuerwehren, aber auch von Berufsfeuerwehren. Die Schule führt auch Ausbildungs- und Fortbildungsmaßnahmen für den Katastrophenschutz durch. Die HLFS gehört mit einer Kapazität von 240 Teilnehmerinnen und Teilnehmern, die internatsmäßig untergebracht und verpflegt werden, zu den größten Feuerwehrschulen in Deutschland.

## Gesetzliche Grundlage
Das Land Hessen hat nach dem Hessischen Gesetz über den Brandschutz, die Allgemeine Hilfe und den Katastrophenschutz (HBKG) die Verpflichtung, eine Landesfeuerwehrschule einzurichten und zu unterhalten.

## Geschichte
Am 15. Dezember 1933 verfügte das damals in Kraft tretende Feuerlöschgesetz die Einrichtung und Unterhaltung einer Feuerwehrschule durch die Feuerwehrverbände der jeweiligen Provinzen.
Das Fehlen passender Gebäude führte zunächst dazu, dass die Ausbildung in Wiesbaden und Hersfeld durchgeführt wurde.
Später wurde dann die Kasseler Jugendherberge als Lehrgangs- und Unterkunftsstätte genutzt. Durch das erweiterte Lehrgangsangebot zog man kurz darauf nach Rotenburg an der Fulda.
Im Jahr 1934 bewarben sich mehrere Städte als Standort für die Landesfeuerwehrschule. Das preußische Innenministerium verfügte die Ausbildungsstätte solle in Kassel entstehen, da dort der Sitz der Aufsichtsbehörde des damaligen Provinzialfeuerwehrverbandes war. Sie wurde am 15. November 1936 als Provinzialfeuerwehrschule eingeweiht und bot Platz für 40 Teilnehmer. Während des Zweiten Weltkriegs musste der Lehrgangsbetrieb eingestellt werden und konnte erst im Januar 1948 wieder aufgenommen werden.
Seit dem 1. April 1949 ist das Hessische Ministerium des Innern Träger der Landesfeuerwehrschule.
Im Jahr 1972 wurde das Jugendfeuerwehrausbildungszentrum in Marburg-Cappel eröffnet. Am Standort Cappel ist seit Oktober 2015 ein Neubau in Kombination mit Räumlichkeiten der Freiwilligen Feuerwehr Marburg-Cappel in Planung und Verwirklichung.
Im Jahr 1977 musste die HLFS erneut ihren Standort wechseln, da der aktuelle Standort im Kasseler Stadtteil Wehlheiden zu klein wurde. Als neuer Standort wurde ein sieben Hektar großer ehemaliger Truppenübungsplatz am Rande des Naturschutzgebietes Dönche gewählt. Am diesen Standort wurden die Gebäude bis zum Jahr 1999 immer wieder ausgebaut. Im Jahr 1995 wurde die Katastrophenschutzschule Hessen in Geisenheim-Johannisberg als „Außenstelle Schloss Hansenberg“ von der HLFS übernommen, jedoch im Jahr 2000 wieder geschlossen. Ebenfalls 1995 fand der erste Inspektorenlehrgang für Angehörige von Berufsfeuerwehren statt. Seit dem Jahr 2020 werden Lehrgänge und Seminare für Mitglieder der Einsatzabteilung auch im Jugendfeuerwehrausbildungszentrum durchgeführt.
Nachstehend die Schulleiter der HLFS
- 1936 bis 1939: Gustav Kilian
- 1939 bis 1947: Kurt Nürnberg
- 1947 bis 1952: Johannes Heinrich Gilfert
- 1953 bis 1962: Kurt Kuntze
- 1962 bis 1966: Friedrich Schröder
- 1968 bis 1969: Werner Schwarz
- 1969 bis 1988: Karl Krämer
- 1988 bis 1995: Kurt Lucht
- 1995 bis 2015: Silvio Burlon
- seit 2015: Erwin Baumann

### Außenstelle der Landesregierung bzw. Stabsstelle des HMdIS
Das Land Hessen wurde im Jahr 1957 im Zuge des „Kalten Kriegs“ aufgefordert, eine Ausweichstelle auszubauen. Hierfür wurde unter anderem die HLFS in Kassel bestimmt.

## Lehrgangs- und Fortbildungsangebot

### Standort Kassel

#### Freiwillige Feuerwehren
Für die Freiwilligen Feuerwehren des Landes Hessen werden hier alle in Hessen verfügbaren Lehrgänge angeboten. Da aber die Ausbildungen zum Truppmann (F-I), Truppführer (F-II), Maschinisten (F-Ma), Atemschutzgeräteträger (F-Atr und F-AtrII) sowie der Erwerb der Sprechfunkberechtigung (F/K-Sprechfunk) häufig in den Ausbildungszentren der jeweiligen Landkreise stattfinden werden diese Lehrgänge nicht in großem Umfang angeboten.
Fachspezifische Lehrgänge werden nur an der Landesfeuerwehrschule in Kassel angeboten:
- Gruppenführerlehrgang (F-III)
- Zugführerlehrgang (F-IV)
- Lehrgang Verbandsführer (F/B/K-V-Verband)
- Lehrgang Leiter einer Feuerwehr (F-VI)
- Lehrgänge Gerätewart bzw. Atemschutzgerätewart
- Lehrgänge für Ausbilder in der Feuerwehr (F/B-Ausbilder) und Fachrichtungsausbildung (F/B-KA-x)
- Lehrgang Einsatzbearbeiter in den Leitfunkstellen und Zentralen Leitstellen (F/B-Lst)
- Lehrgänge Vorbeugender Brandschutz
- Drehleitermaschinistenlehrgang (F-DL Ma)
- Lehrgang Technische Hilfeleistung -Bau- (F-TH Bau)
- Lehrgang Technische Hilfeleistung und Brandbekämpfung nach Bahnunfällen -Stufe II- (F/B-TH-BU II)
- Lehrgänge GABC-Einsatz und -Erkundung
- Lehrgang Sanitäter einer Feuerwehr

sowie eine noch größere Anzahl an Seminaren und Fortbildungen.

#### Berufsfeuerwehren
1. Abschlusslehrgang (B-II)
2. Abschlusslehrgang / Gruppenführungslehrgang (B-III)
3. Brandinspektorlehrgang (B-IV)

sowie weitere Lehrgänge mit dem Anfangskürzel B.
Die Laufbahnprüfung für den höheren feuerwehrtechnischen Dienst (B-VI) kann nur am Institut der Feuerwehr (IdF) in Münster abgelegt werden.

#### Werkfeuerwehren
Auch Angehörige von Werkfeuerwehren aus ganz Deutschland werden an der HLFS ausgebildet. Das Lehrgangsangebot gleicht dem der Berufsfeuerwehren.

### Standort Marburg-Cappel
Der Standort Marburg-Cappel (⊙) war bis 2019 ein reines Jugendfeuerwehrausbildungszentrum. Seit diesem Datum werden dort auch Allgemeine Seminare oder Lehrgänge angeboten.

#### Beruf- und Freiwillige Feuerwehr
Allgemeine Seminare werden in Marburg-Cappel angeboten. Dies sind zum Beispiel „Ausbilder in der Feuerwehr“ oder Seminar Führungslehre Baustein A und B.

#### Jugendfeuerwehrausbildungszentrum

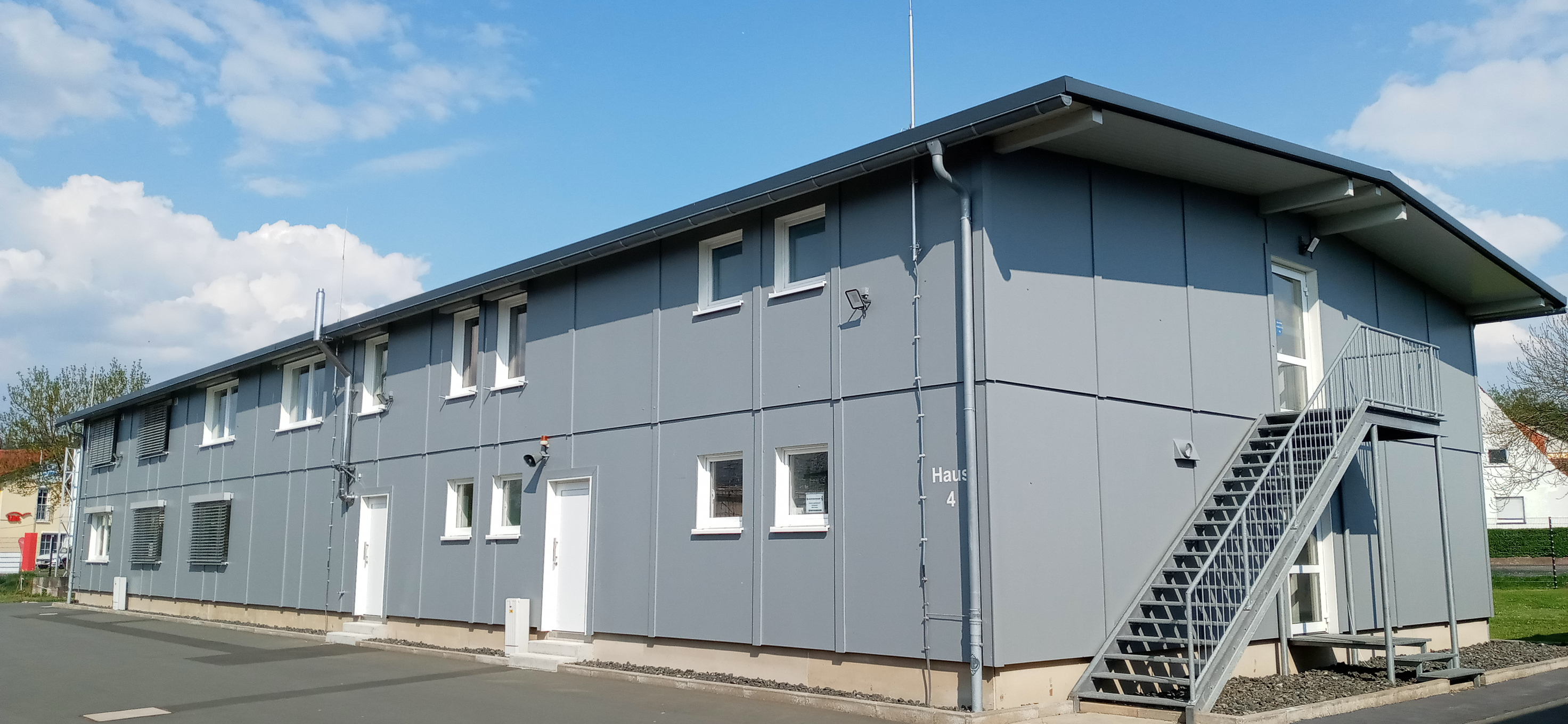
Verwaltungsgebäude der Hessischen Jugendfeuerwehr

Im Jugendfeuerwehrausbildungszentrum (JFAZ) in Marburg-Cappel  können alle Lehrgänge rund um die Jugendfeuerwehr besucht werden. Die Ausbildung erfolgt in Kooperation mit der Hessischen Jugendfeuerwehr im Landesfeuerwehrverband Hessen.
Im September 2018 erfolgte der erste Spatenstich für den Neubau des Jugendfeuerwehrausbildungszentrums. Einige theoretische Lehrgänge und Seminare werden von der HLFS in das neu gebaute JFAZ ausgelagert.
Das neue Jugendfeuerwehrausbildungszentrum (JFAZ) in Marburg-Cappel wurde im Jahr 2020 fertiggestellt, konnte pandemiebedingt erst am 7. Oktober 2022 vom hessischen Innenminister Peter Beuth eingeweiht werden. Zugleich dient das JFAZ als  Geschäftsstelle der Hessischen Jugendfeuerwehr.

### Hessische Feuerwehrleistungsübungen
Die HLFS schreibt im Auftrag des Landes Hessen jährlich die Hessischen Feuerwehrleistungsübungen auf Kreis-, Bezirks- und Landesebene aus. Sie bestehen aus einem theoretischen Teil (Fragebogenbeantwortung) und einem praktischen Teil (Feuerwehrübung mit Brandbekämpfung und Menschenrettung unter Anwendung von Atemschutz und Digitalfunk). Die Landesleistungsübungen werden von der HLFS selbst durchgeführt.
Diese Hessischen Feuerwehrleistungsübungen lösten im Jahr 1980 die bis dahin geltenden Feuerwehrwettkämpfe ab, die besonders auf den Schwerpunkt „Schnelligkeit“ fixiert waren. Die von der HLFS konzipierten Feuerwehrleistungsübungen sollen Kenntnisse der Feuerwehren in Praxis und Theorie ergänzen und den allgemeinen Leistungsstand anheben. Der technische und sportliche Charakter dieser Übungen sollte auch Anreiz zu einem fairen Leistungsvergleich der Feuerwehren untereinander sein.

## Vorschriften und Normung
Die Hessische Landesfeuerwehrschule ist gemeinsam mit den anderen Landesfeuerwehrschulen verantwortlich für die Ausarbeitung neuer Feuerwehr-Dienstvorschriften (FwDV), im Jahr 2018 war dies für die FwDV 2 der Fall.
Die Landesfeuerwehrschule arbeitet auch bei der Erstellung bzw. Novellierung von Normen und Baurichtlinien für Feuerwehrfahrzeuge, sowie bei der Erstellung von Baurichtlinien und somit der Bezuschussungsfähigkeit für Feuerwehrfahrzeuge, welche in Hessen beschafft werden, mit.

## Ausstattung

### Gebäude
Die HLFS besteht aus zwei Unterkunftsgebäuden, die nach einem Ausbau der Schule nur noch über Einzelzimmer verfügt. Einem Gebäude mit mehreren Schulungsräumen sowie Planübungsräumen. Außerdem gibt es eine komplett ausgestattete Übungsleitstelle, zwei Brandübungshäuser, eine Maschinistenausbildungshalle, zwei Fahrzeughallen, eine Werkstatt und eine Atemschutzwerkstatt. In einer der Fahrzeughallen ist zusätzlich ein Fitnessstudio eingerichtet. Bis zum Jahr 2024 ist ein Unterkunftsanstieg von 240 auf bis zu 390 geplant.

### Fahrzeuge und Geräte
Die HLFS verfügt über eine große Anzahl von genormten Löschgruppenfahrzeugen (LF 10 und LF 20), Hilfeleistungslöschgruppenfahrzeug (HLF10 bzw. HLF 20) außerdem über einige Drehleitern (DLK 23-12 sowie DLK 18-12) und verschiedene genormte Sonderfahrzeuge wie Rüst- und Gerätewagen zur GABC- und TH-Ausbildung, Boote zur Bootsführerausbildung und Ölsperrensetzung, sowie diverse KdoW, ELW 1 und ELW 2 zur Führungskräfteausbildung.
Des Weiteren steht in der Regel von jeder Landesbeschaffung ein Fahrzeug zur Ausbildung zur Verfügung (bspw. GW-IuK, FwA-Lima, GW-Hochwasser).

## Finanzierung
Die Kosten für den Betrieb und den Unterhalt der HLFS einschließlich des Jugendfeuerwehrzentrums trägt das Land Hessen (aus dem Landeshaushalt des Geschäftsbereichs HMdIS). Sie beinhalten unter anderem die Fahrtkosten, die Tagegelder und die Erstattungen des Verdienstausfalls der Teilnehmenden. Diese teilnehmerbezogenen Aufwendungen betrugen im Jahr 2020 rund 4,5 Millionen Euro. Auch werden Lehrgänge und Lehrgangskosten, die auf Kreisebene oder außerhalb der HLFS im Auftrag der HLFS durchgeführt werden, aus dem Unterhalt vergütet.